# Brian McClair
Brian McClair (Bellshill, 8 december 1963) is een voormalig voetballer uit Schotland, die als aanvaller zijn grootste successen beleefde bij Manchester United (1987-1998) onder hoofdtrainer Alex Ferguson. Onder diens leiding won hij in de jaren negentig onder meer viermaal de Engelse landstitel en driemaal de FA Cup. Zijn bijnaam luidde "Choccy".

## Interlandcarrière
McClair kwam in totaal dertig keer (twee doelpunten) uit voor de nationale ploeg van Schotland in de periode 1986–1993. Onder leiding van bondscoach Andy Roxburgh maakte hij zijn debuut op 12 november 1986 in de EK-kwalificatiewedstrijd tegen Luxemburg (3-0) in Glasgow.

## Erelijst
Celtic
- Scottish Premier Division: 1985/86
- Scottish Cup: 1984/85

 Manchester United
- Premier League: 1992/93, 1993/94, 1995/96, 1996/97
- FA Cup: 1989/90, 1993/94
- Football League Cup: 1991/92
- FA Charity Shield: 1990, 1993, 1994, 1996, 1997
- European Cup Winners' Cup: 1990/91
- European Super Cup: 1991